# 麻生千尋
麻生 千尋（あそう ちひろ、1982年2月27日 - ）は、日本の元AV女優。
身長：154cm、スリーサイズ：B94・W60・H86、Iカップ。
- キカタン（企画単体）女優として活動した。
- 「麻生ちひろ」名義でも、出演作がある。

## 作品

### アダルトビデオ
2002年
- 巨乳で癒して デカパイ看護婦篇（2月22日、ワイルドサイド）
- 乙女の美乳 麻生ちひろ（4月12日、ワイルドサイド）
- マン汁塾 12 巨乳編（5月7日、エクストリーム）
- 年齢別SEX大全 VOL.4（7月22日、エクストリーム）

2003年
- B.Mレボリューション 4時間カリスマ裏アイドルBEST20（3月14日、ビッグモーカル）
- 女子校生FUCK!（3月14日、ビッグモーカル）
- 魅惑の果実（6月25日、オブテイン・フューチャー）
- 乳狂 麻生千尋（7月1日、バニーズバニー）
- オナニスト [第四章]（7月8日、隼エージェンシー）
- フェラコレ2003夏（7月8日、隼エージェンシー）
- 巨乳女教師中出し（10月8日、隼エージェンシー）
- Gold4時間!20人の素人面接FUCK（10月15日、マルクス兄弟）
- 最高の巨乳（11月25日、アクアウェイブ）
- 巨乳×爆乳 GRANDPRIX SPECIAL 5（12月12日、クリスタル映像）

2004年
- フェラコレ2004冬（1月9日、隼エージェンシー）
- エロスの解剖 ～下着「局部と下着」～（1月16日、桃太郎映像）
- ガチンコ「催眠」こんなプレイがしたかった!!（1月30日、ロイヤルアート）
- 女子校生征服白書（2月13日、隼エージェンシー）
- 巨乳レイプ4時間第2章（4月14日、隼エージェンシー）
- 義父にイタズラされる巨乳妻は最高（4月15日、ホットエンターテイメント）
- Virtual Panst Onanie 7（5月14日、ジャネス）
- 中出し240 3（6月15日、隼エージェンシー）
- THE 巨乳キャンペーンガール（7月8日、ドリームチケット）
- 昼間から夜ばいです2 3時間スペシャル（7月23日、クリスタル映像）
- THE 巨乳家庭教師4（8月5日、ドリームチケット）
- 極上4時間 手淫＆舌淫SP 怒涛の55連発（8月12日、隼エージェンシー）
- 痴熟女発情オナニー 8（8月15日、マドンナ）
- OLノーパン痴漢バス [羞恥編]（8月20日、笠倉出版社）
- 熟女おもらし恥態6連発 11（10月15日、マドンナ）
- 超巨乳ヌルヌルローションソープへようこそ ～極上のデカパイ快楽プレイ～（10月21日、ディープス）
- フェライド おしゃぶりスペシャル（10月29日、笠倉出版社）
- BEST HIT 2004年 ドリームチケット 下半期総集編（12月1日、ドリームチケット）

2005年
- シチュエーション別ナマ撮りオムニバス 厳選女優30名スペシャルLIVE!! VOL.2（1月7日、ドリームチケット）
- 団地に棲む人妻たち 十二（1月15日、マドンナ）
- ディープス2004下半期作品集 冬（1月20日、ディープス）
- こだわりの巨乳 4時間20人（2月8日、マルクス兄弟）
- ～禁断の性～ 友達の母 17（2月15日、マドンナ）
- 桃太郎 THE BEST 9 着モーション着エロ三昧（6月3日、桃太郎映像）オムニバス作品
- 川崎軍二シリーズ 客と寝る妻 麻生千尋（6月24日、グラフィティジャパン）
- no return（7月7日、アタッカーズ）
- 淫語オナニー愛好家 03（8月11日、GUTS）
- 家族で凌辱爆乳嫁（9月24日、ルビー）
- BOIN GALS 4時間 2nd（12月9日、ビッグモーカル）

2006年
- 近親相姦 妹の下着（3月18日、ルビー）
- TEN GAL’S RAPE 10名の巨乳 極上美女レイプ3時間（6月13日、ルミナス企画）
- 熟女スペシャル240分（9月26日、グラフィティジャパン）
- 鷲掴みたくなる巨乳たち（10月16日、GUTS）
- 特選 人妻ベスト10（10月20日、メディアステーション）
- 性玩具に感じる熟女達 総集編4時間（11月25日、マドンナ）

2007年
- ザ・痴漢バス4時間BEST 【通勤OL編】（4月27日、笠倉出版社）
- 巨乳Remasteringコレクション 4時間SPECIAL（6月8日、ビッグモーカル）

2008年
- 女子校生レイプ 8時間総集編（5月10日、エーピーエー）
- 美乳・美熟女4時間 4（5月25日、グラフィティジャパンJr）
- ぬれせん4時間SP（8月31日、ビースバル）
- スレスレ限界モザイクで甦る 富永ルナ 他6名巨乳ギャル（9月16日、ピエロ）

2010年
- 60人の友達の母8時間（2月25日、マドンナ）